# مطار ستوكهولم أرلاندا

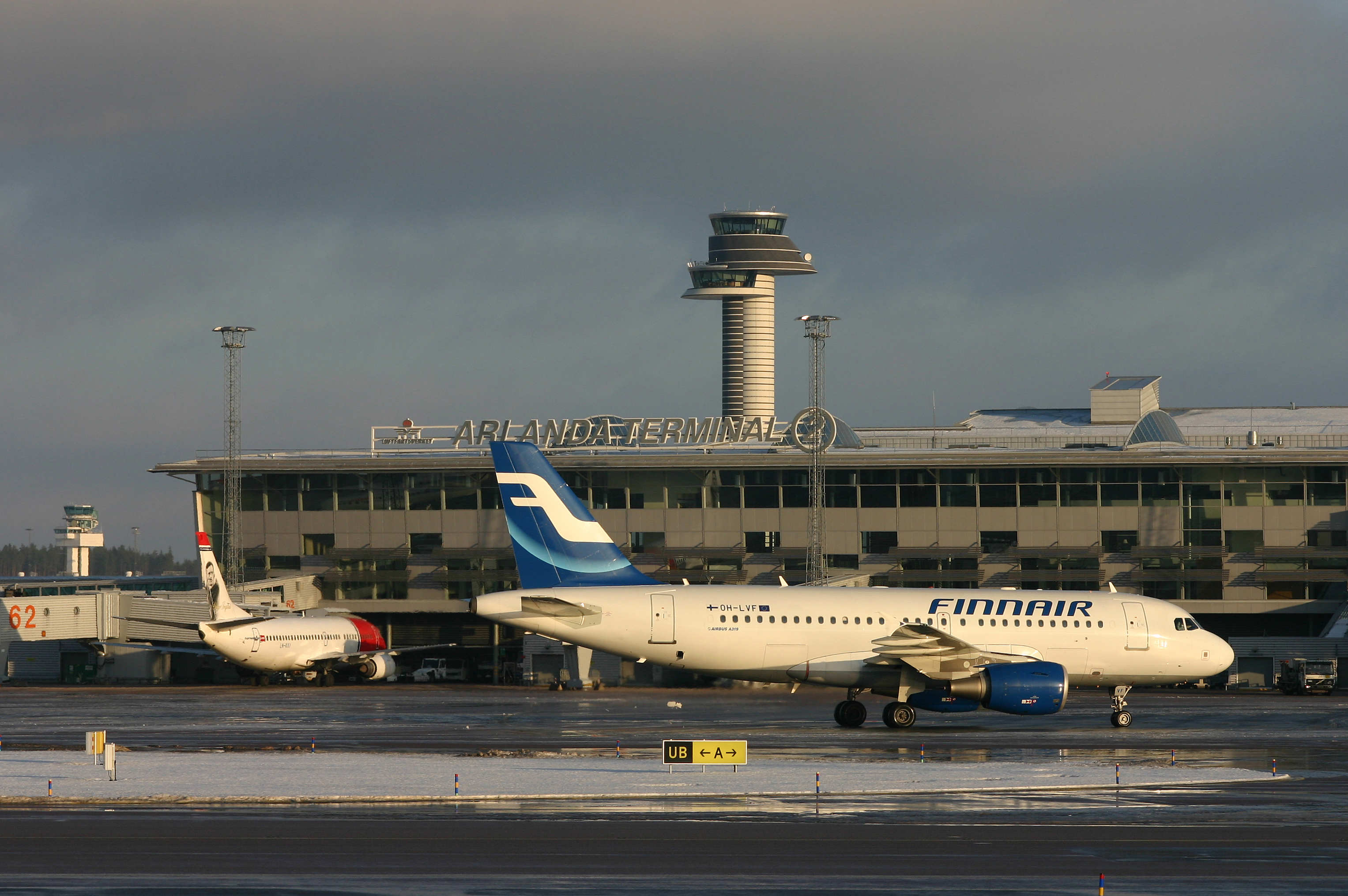

مطار ستوكهولم أرلاندا (إياتا:ARN ،إيكاو:ESSA) هو مطار دولي يقع في بلدية سيغتونا بالقرب من مدينة ماشتا شمال مدينة ستوكهولم.
يقع المطار في مقاطعة ستوكهولم الواقعة في محافظة أوبلاند ،وهو أكبر مطارات السويد وثالث أكبر مطارات شمال أوروبا وثاني أكثرها ازدحاما بالمسافرين، وهو البوابة الرئيسية للنقل الجوي في السويد،استخدم المطار عام 2012 حوالي 19 مليون مسافر 14 مليون منهم ركاب دوليون و 5 ملايين راكب محلي.
استخدم المطار لأول مرة عام 1959 بشكل جزئي وفتح عام 1960 لحركة طيران مدني محدودة، وفي عام 1962 كان الاحتفال الرسمي بافتتاحه. للمطار أربعة مباني ركاب، المبنيين 2 و5 يستخدمان للرحلات الدولية والمبنيين 3 و4 يستخدمان للرحلات الداخلية، المبنى المركزي الجديد للمطار أرلاندا الشمالية -المبنى رقم 5- افتتح أواخر عام 2003،لدى المطار قطار فائق السرعة أرلاندا يربط المطار بمركز ستوكهولم في عشرين دقيقة.

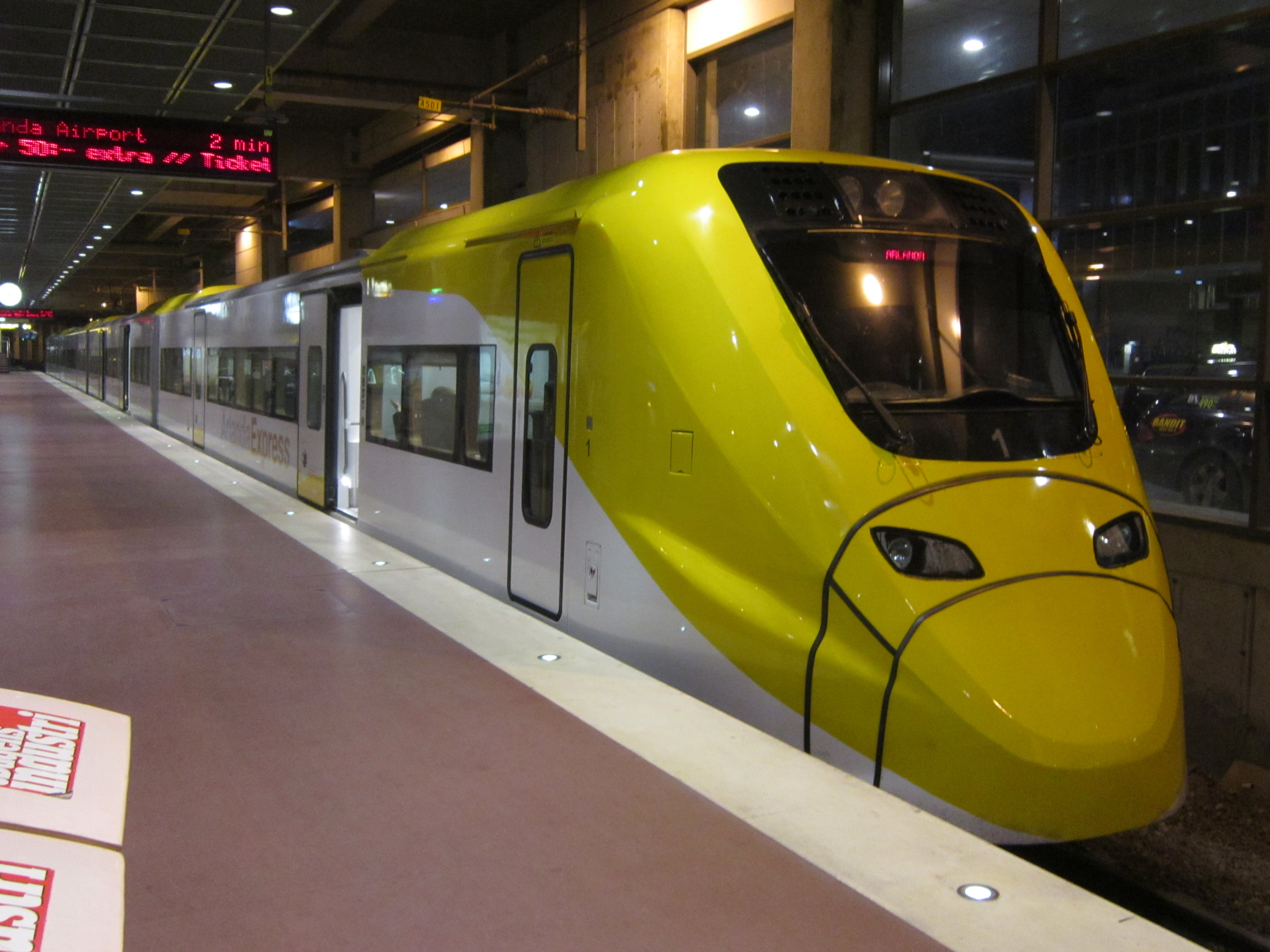
قطار أرلاندا إكسبرس

## محتويات المطار
- 4 مباني ركاب
- 64 بوابة
- 5 محطات شحن
- 5 مستودعات
- 3 مهابط طائرات
- 35 محلات
- 33 مطعم
- 3 فنادق
- 2 بنوك
- 1 صيدلية
- 1 مصلى
- 49 قاعة مؤتمرات

وغيرها

## شركات الطيران والوجهات

### الركاب
| شركـات طيـران                     | الوجهات |
| --------------------------------- | --- |
| طيران إيجيان                      | مطار أثينا الدولي موسمي: Kalamata |
| طيران الصين                       | مطار بكين العاصمة الدولي |
| الخطوط الجوية الفرنسية            | مطار باريس شارل ديغول موسمي: مطار مارسيليا |
| طيران صربيا                       | مطار نيكولا تسلا في بلغراد |
| طيران البلطيق                     | مطار ريغا الدولي |
| Amapola Flyg                      | Arvidsjaur (تبدأ في 27 أكتوبر 2023)، Gällivare (تبدأ في 27 أكتوبر 2023)، Hagfors (تنتهي في 26 أكتوبر 2023)، Hemavan، Kokkola، Kramfors، Lycksele، Mariehamn، Torsby (تنتهي في 26 أكتوبر 2023)، Vilhelmina |
| الأناضول جت                       | موسمي: مطار إيسنبوغا الدولي، مطار ميلاس بودروم |
| الخطوط الجوية النمساوية           | مطار فيينا الدولي |
| الخطوط الجوية البريطانية          | مطار لندن هيثرو |
| خطوط شرق الصين الجوية             | موسمي: مطار شانغهاي بودنغ الدولي[بحاجة لمصدر] |
| الخطوط الجوية الكرواتية           | موسمي: مطار سبليت |
| خطوط دلتا الجوية                  | موسمي: مطار جون إف كينيدي الدولي |
| إيزي جيت                          | مطار برلين براندنبرغ، مطار جنيف الدولي |
| طيران الإمارات                    | مطار دبي الدولي |
| الخطوط الجوية الإثيوبية           | مطار أديس أبابا بولي الدولي، مطار أوسلو-غاردرموين |
| يورو وينجز                        | مطار برلين براندنبرغ، مطار دوسلدورف الدولي، مطار فارو، مطار هامبورغ، مطار مالقة الدولي، مطار نيس كوت دازور، مطار ميورقة، مطار فاكلاف هافيل الدولي، مطار ليوناردو دا فينشي، مطار شتوتغارت الدولي موسمي: مطار بيروت رفيق الحريري الدولي (تبدأ في 6 سبتمبر 2023)، مطار كولونيا بون الدولي، مطار اينسبوروك، مطار لارنكا الدولي، مطار ميكونوس |
| فين إير                           | مطار حمد الدولي، مطار هلسنكي فانتا |
| فلاي أربيل                        | موسمي: مطار أربيل الدولي، مطار السليمانية الدولي |
| أيبيريا (شركة طيران)              | مطار مدريد باراخاس الدولي |
| طيران آيسلندا                     | مطار كيفلافيك الدولي |
| Jonair                            | Hagfors (تبدأ في 27 أكتوبر 2023)، Sveg، Torsby (تبدأ في 27 أكتوبر 2023) |
| الخطوط الجوية الملكية الهولندية   | مطار سخيبول أمستردام |
| خطوط لوت الجوية البولندية         | مطار وارسو فريدريك شوبان |
| لوفتهانزا                         | مطار فرانكفورت، مطار ميونخ الدولي |
| لوكس إير                          | مطار لوكسمبورغ |
| النيل للطيران                     | مطار القاهرة الدولي |
| Nordica                           | Arvidsjaur، Gällivare (ينتهيان في 26 أكتوبر 2023) |
| آير شاتل النرويجية                | مطار أليكانتي، مطار سخيبول أمستردام، مطار أنطاليا،مطار برشلونة الدولي، Bergen، مطار برلين براندنبرغ، مطار بودابست فرانز ليست الدولي، مطار كوبنهاغن، مطار إدنبرة، مطار فارو، مطار هلسنكي فانتا، Kiruna، مطار لارنكا الدولي، مطار لشبونة، مطار غاتويك، Luleå، مطار مالقة الدولي، مطار مانشستر، مطار ميونخ الدولي، مطار نيس كوت دازور، مطار أوسلو-غاردرموين، مطار باريس شارل ديغول، مطار فاكلاف هافيل الدولي، مطار ليوناردو دا فينشي، مطار بن غوريون الدولي، Umeå موسمي: مطار أثينا الدولي، مطار بوريتا، Burgas، ،مطار كاتانيا-فونتاناروسا، مطار خانية الدولي ‏، مطار دوبروفنيك، مطار كناريا الكبرى، Grenoble، مطار كراكوف، مطار ليون سانت إكسوبيري، مطار مراكش المنارة الدولي، Olbia، Östersund، مطار باليرمو الدولي، مطار ميورقة، مطار بيزا الدولي، مطار بريشتينا الدولي، Rhodes، مطار ريغا الدولي، مطار سالزبورغ، مطار سانتوريني (ثيرا) الوطني، مطار سراييفو الدولي، مطار سبليت، Thessaloniki، مطار البندقية ماركو بولو، مطار فيلنيوس، Visby |
| الطيران الجديد تونس               | موسمي: مطار تونس قرطاج الدولي (تبدأ في 19 يونيو 2023) |
| خطوط بيغاسوس                      | مطار إيسنبوغا الدولي، مطار أنطاليا، مطار صبيحة كوكجن الدولي |
| بلاي (شركة طيران)                 | موسمي: مطار كيفلافيك الدولي |
| الخطوط الجوية القطرية             | مطار حمد الدولي |
| الملكية الأردنية                  | مطار الملكة علياء الدولي |
| رايان إير                         | مطار أليكانتي، Banja Luka ‏، مطار برشلونة الدولي، مطار أوريو أل سيريو، مطار برمينغهام، مطار بولونيا، مطار بودابست فرانز ليست الدولي، مطار بروكسل شارلروا الجنوب، مطار كولونيا بون الدولي، مطار دبلن الدولي[بحاجة لمصدر أفضل] مطار غدانسك ليخ فاونسا، Gothenburg، مطار كارلسروه/بادن-بادن، مطار كاوناس، مطار كراكوف، مطار ليفربول، مطار لندن ستانستد، Luleå، مطار مالقة الدولي، مطار مالمو، مطار مالطا الدولي، مطار قسطنطين الأكبر في نيش، مطار بيزا الدولي، Poznań، مطار ريغا الدولي، مطار ليوناردو دا فينشي، Skellefteå، مطار تالين، Thessaloniki، مطار تيرانا الدولي (تبدأ في 31 أكتوبر 2023)، مطار فيينا الدولي، Visby، مطار وارسو مودلين، مطار فروتسواف موسمي: Béziers، Brindisi، مطار خانية الدولي ‏، Corfu، مطار ميورقة، مطار بورتو الدولي، مطار رييكا، مطار تورينو، مطار بلنسية، مطار البندقية ماركو بولو، مطار زادار |
| الخطوط الجوية الإسكندنافية        | Aarhus (تستأنف 14 أغسطس 2023)، مطار أليكانتي، مطار سخيبول أمستردام، Ängelholm، مطار أثينا الدولي، مطار برشلونة الدولي، Bergen، مطار برلين براندنبرغ، Billund، مطار بروكسل الدولي، مطار أوهير الدولي، مطار كوبنهاغن، مطار دبلن الدولي، مطار دوسلدورف الدولي، مطار إدنبرة، مطار فارو، مطار فرانكفورت، مطار جنيف الدولي، Gothenburg، مطار هامبورغ، مطار هلسنكي فانتا، Kalmar، Kiruna، مطار لندن هيثرو، Luleå، مطار مالقة الدولي، مطار مالمو، مطار مالطا الدولي، مطار مانشستر، مطار ليناتي، مطار مالبينسا، مطار نيوآرك ليبرتي الدولي، مطار نيس كوت دازور، مطار أوسلو-غاردرموين، Östersund، مطار ميورقة، مطار باريس شارل ديغول، مطار فاكلاف هافيل الدولي، مطار ليوناردو دا فينشي، Ronneby، Skellefteå، مطار ستافانغر الدولي، Sundsvall، مطار تالين، Tampere، Thessaloniki، مطار فيلنيوس، Visby، مطار وارسو فريدريك شوبان، مطار زيورخ الدولي موسمي: مطار أكادير المسيرة الدولي (تبدأ في 4 نوفمبر 2023)، مطار أنطاليا (تبدأ في 29 يونيو 2023)، مطار بيروت رفيق الحريري الدولي، مطار بيارتس بلاد البشكنش ‏، مطار بولونيا، مطار كاتانيا-فونتاناروسا، مطار خانية الدولي ‏، مطار دوبروفنيك، Florence (تبدأ في 3 يوليو 2023)، مطار غازي باشا، مطار كناريا الكبرى، مطار إيبيزا (تبدأ في 3 يوليو 2023)، مطار اينسبوروك، مطار لارنكا الدولي (تبدأ في 5 يوليو 2023)، مطار ميامي الدولي، مطار مونبلييه ميديتيراني (تبدأ في 3 يوليو 2023)، مطار نابولي، Olbia، مطار باليرمو الدولي، مطار بيزا الدولي، Pula، مطار كيفلافيك الدولي، مطار سبليت، مطار تينيريفي الجنوبي، Tivat، مطار تورونتو بيرسون الدولي موسمي عارض: Corfu، Ioannina، Karpathos، Kavala،[بحاجة لمصدر] Kefalonia،[بحاجة لمصدر] Kos، مطار لارنكا الدولي، Lemnos، Mytiline، مطار ميورقة، Preveza/Lefkada، Samos، مطار سانتوريني (ثيرا) الوطني، مطار سكياثوس الدولي، Volos |
| سكاي أب                           | مطار بوريسبيل الدولي (معلقة) |
| Sunclass Airlines                 | عارض: مطار كناريا الكبرى موسمي عارض: مطار الملكة بياتريس الدولي، مطار أنطاليا، Boa Vista ‏، مطار خانية الدولي ‏، Fuerteventura، مطار غازي باشا، مطار كاندية الدولي ‏، مطار لارنكا الدولي، مطار ميورقة، Preveza/Lefkada، Rhodes، Sal، مطار سكياثوس الدولي، مطار تينيريفي الجنوبي، Varna |
| صن إكسبريس                        | موسمي: مطار إيسنبوغا الدولي (تبدأ في 6 يونيو 2023)، مطار أنطاليا، مطار عدنان مندريس، مطار قونية |
| الخطوط الجوية الدولية السويسرية   | مطار جنيف الدولي، مطار زيورخ الدولي |
| تاب برتغال                        | مطار لشبونة |
| الخطوط الجوية الدولية التايلاندية | مطار سوفارنابومي الدولي |
| ترانسافيا                         | موسمي: مطار ليون سانت إكسوبيري |
| توي للطيران                       | موسمي عارض: Cancún، مطار كرابي، مطار سير سيووساغور رامغولام الدولي، Phuket، مطار فو كوك الدولي |
| TUI fly Nordic                    | عارض: مطار كناريا الكبرى موسمي عارض: مطار أنطاليا، Boa Vista ‏، Burgas، مطار خانية الدولي ‏، مطار دالامان، Karpathos (تبدأ في 15 مايو 2023)، Kos، مطار لانزاروت، مطار لارنكا الدولي، مطار ميورقة، Pula، Rhodes، Sal، Samos، مطار سبليت، مطار تينيريفي الجنوبي، مطار زاكينثوس الدولي ‏، مطار عبيد أماني كرومي الدولي |
| الخطوط الجوية التركية             | مطار إسطنبول الدولي موسمي: مطار أنطاليا |
| الخطوط الجوية الدولية الأوكرانية  | مطار بوريسبيل الدولي (معلقة) |
| الخطوط الجوية المتحدة             | موسمي: مطار نيوآرك ليبرتي الدولي |
| خطوط فيولينغ الجوية               | مطار برشلونة الدولي، مطار باريس أورلي |

### الشحن
| شركـات طيـران         | الوجهات                 |
| --------------------- | ----------------------- |
| فيديكس إكسبرس         | مطار باريس شارل ديغول   |
| كوريا للطيران         | مطار إنتشون الدولي      |
| الخطوط الجوية التركية | مطار إسطنبول الدولي     |
| خطوط يو بي إس الجوية  | مطار كولونيا بون الدولي |
| West Air Sweden       | Gothenburg، Sundsvall   |

## الإحصائيات
| الرتبة | المطار                 | الركاب    | % التغير 2022/23 |
| ------ | ---------------------- | --------- | ---------------- |
| 1      | لندن                   | 1,068,496 | ▲ 389.4          |
| 2      | مطار كوبنهاغن          | 966,362   | ▲ 147.4          |
| 3      | مطار أوسلو-غاردرموين   | 951,967   | ▲ 223.0          |
| 4      | مطار هلسنكي فانتا      | 822,231   | ▲ 192.4          |
| 5      | مطار سخيبول أمستردام   | 673,439   | ▲ 97.5           |
| 6      | باريس                  | 577,965   | ▲ 115.4          |
| 7      | مطار مالقة الدولي      | 473,195   | ▲ 87.3           |
| 8      | مطار فرانكفورت         | 471,299   | ▲ 45.9           |
| 9      | إسطنبول                | 450,368   | ▲ 44.3           |
| 10     | مطار ميونخ الدولي      | 418,332   | ▲ 166.1          |
| 11     | مطار أليكانتي          | 352,408   | ▲ 106.7          |
| 12     | مطار فيينا الدولي      | 316,867   | ▲ 226.5          |
| 13     | مطار زيورخ الدولي      | 316,866   | ▲ 109.2          |
| 14     | مطار برشلونة الدولي    | 315,823   | ▲ 146.7          |
| 15     | مطار ميورقة            | 306,621   | ▲ 99.2           |
| 16     | مطار برلين براندنبرغ   | 284,980   | ▲ 128.5          |
| 17     | وارسو                  | 243,723   | ▲ 246.8          |
| 18     | مطار ريغا الدولي       | 220,887   | ▲ 200.7          |
| 19     | مطار تالين             | 210,268   | ▲ 157.6          |
| 20     | مطار ليوناردو دا فينشي | 206,669   | ▲ 312.6          |

| الرتبة | المطار                      | الركاب  | % التغير 2022/23 |
| ------ | --------------------------- | ------- | ---------------- |
| 1      | نيويورك                     | 271,723 | ▲ 1245.1         |
| 2      | مطار حمد الدولي             | 207,281 | ▲ 51.4           |
| 3      | مطار دبي الدولي             | 193,273 | ▲ 111.5          |
| 4      | مطار أديس أبابا بولي الدولي | 115,744 | ▲ 114.4          |
| 5      | مطار سوفارنابومي الدولي     | 107,283 | ▲ 1055.3         |

| الرتبة | المطار     | الركاب  | % التغير 2022/23 |
| ------ | ---------- | ------- | ---------------- |
| 1      | Luleå      | 853,316 | ▲ 82.4           |
| 2      | Umeå       | 495,640 | ▲ 96.2           |
| 3      | Gothenburg | 453,739 | ▲ 113.6          |
| 4      | مطار مالمو | 326,149 | ▲ 87.4           |
| 5      | Skellefteå | 250,375 | ▲ 108.6          |
| 6      | Kiruna     | 192,806 | ▲ 61.1           |
| 7      | Östersund  | 189,894 | ▲ 66.1           |
| 8      | Visby      | 79,739  | ▲ 91.6           |
| 9      | Ängelholm  | 75,993  | ▲ 42.1           |
| 10     | Ronneby    | 48,137  | ▲ 95.0           |
| 11     | Kalmar     | 45,299  | ▲ 59.8           |
| 12     | Sundsvall  | 40,179  | ▲ 222.1          |
| 13     | Arvidsjaur | 30,152  | ▲ 16.2           |
| 14     | Kramfors   | 14,043  | ▲ 82.1           |
| 15     | Lycksele   | 13,338  | ▲ 3.9            |

| الرتبة | الدولة                   | الركاب    | % التغير 2021/22 |
| ------ | ------------------------ | --------- | ---------------- |
| 1      | إسبانيا                  | 1,841,495 | ▲ 99.7           |
| 2      | ألمانيا                  | 1,468,086 | ▲ 110.9          |
| 3      | المملكة المتحدة          | 1,235,577 | ▲ 407.3          |
| 4      | النرويج                  | 1,074,764 | ▲ 239.2          |
| 5      | الدنمارك                 | 1,021,403 | ▲ 155.1          |
| 6      | فنلندا                   | 847,396   | ▲ 197.4          |
| 7      | فرنسا                    | 789,543   | ▲ 118.5          |
| 8      | تركيا                    | 694,677   | ▲ 82.9           |
| 9      | هولندا                   | 673,598   | ▲ 97.5           |
| 10     | اليونان                  | 650,204   | ▲ 140.1          |
| 11     | بولندا                   | 609,744   | ▲ 415.1          |
| 12     | إيطاليا                  | 599,920   | ▲ 381.3          |
| 13     | الولايات المتحدة         | 440,111   | ▲ 998.4          |
| 14     | سويسرا                   | 405,157   | ▲ 123.0          |
| 15     | النمسا                   | 342,473   | ▲ 251.1          |
| 16     | لاتفيا                   | 220,887   | ▲ 200.7          |
| 17     | إستونيا                  | 210,610   | ▲ 158.0          |
| 18     | قطر                      | 207,281   | ▲ 51.4           |
| 19     | البرتغال                 | 196,886   | ▲ 93.0           |
| 20     | الإمارات العربية المتحدة | 193,277   | ▲ 111.5          |

## وصلات خارجية
الموقع الرسمي للمطار.